# آلفا (رفتارشناسی)

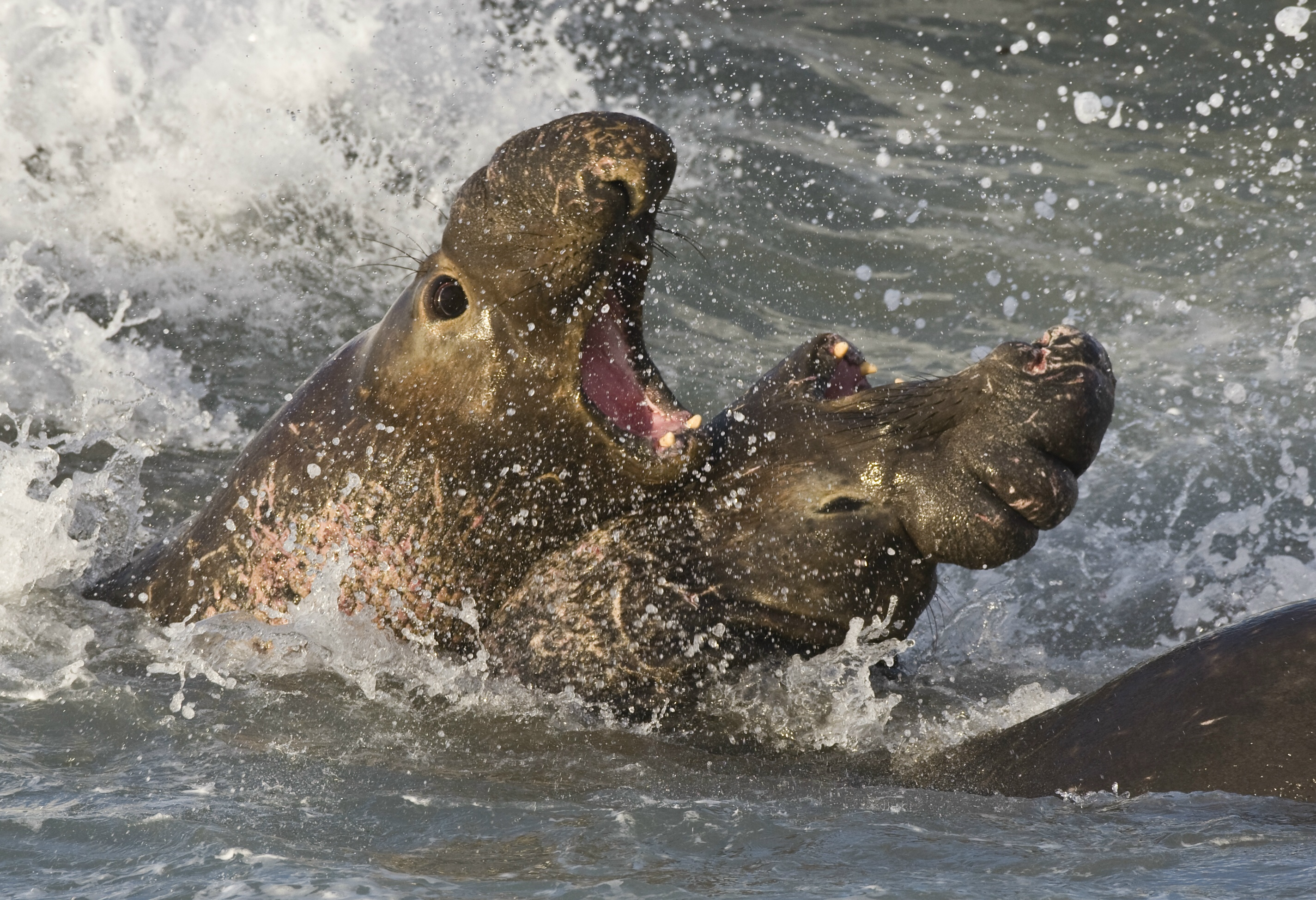
در برخی گونه‌ها آلفا بر سر حفظ موقعیت خود می‌جنگند

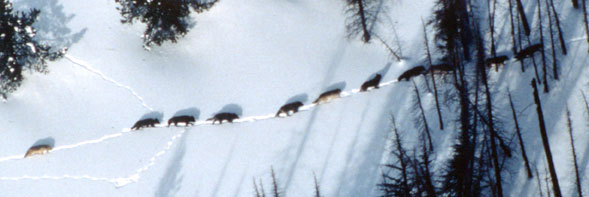
در اغلب جانورانی که زندگی اجتماعی دارند، اعضای گروه فعالیت‌های آلفای گروه را دنبال می‌کنند

جانوران آلفا (به انگلیسی: Alpha) در علم کنش‌شناسی به رهبر گله یا یک گروه جانوران گفته می‌شود. جانوران آلفا معمولاً قوی‌ترین، باتجربه‌ترین و فعال‌ترین جانوران گروه هستند. به‌طور معمول این جانوران پیرترین و تنها نر گله هستند که تولیدمثل را در گله انجام می‌دهند. به‌طور مثال در بین گاوهای اهلی گاوهای نر آلفا هستند یا در بین گوریل‌ها گوریل‌های پشت نقره‌ای.

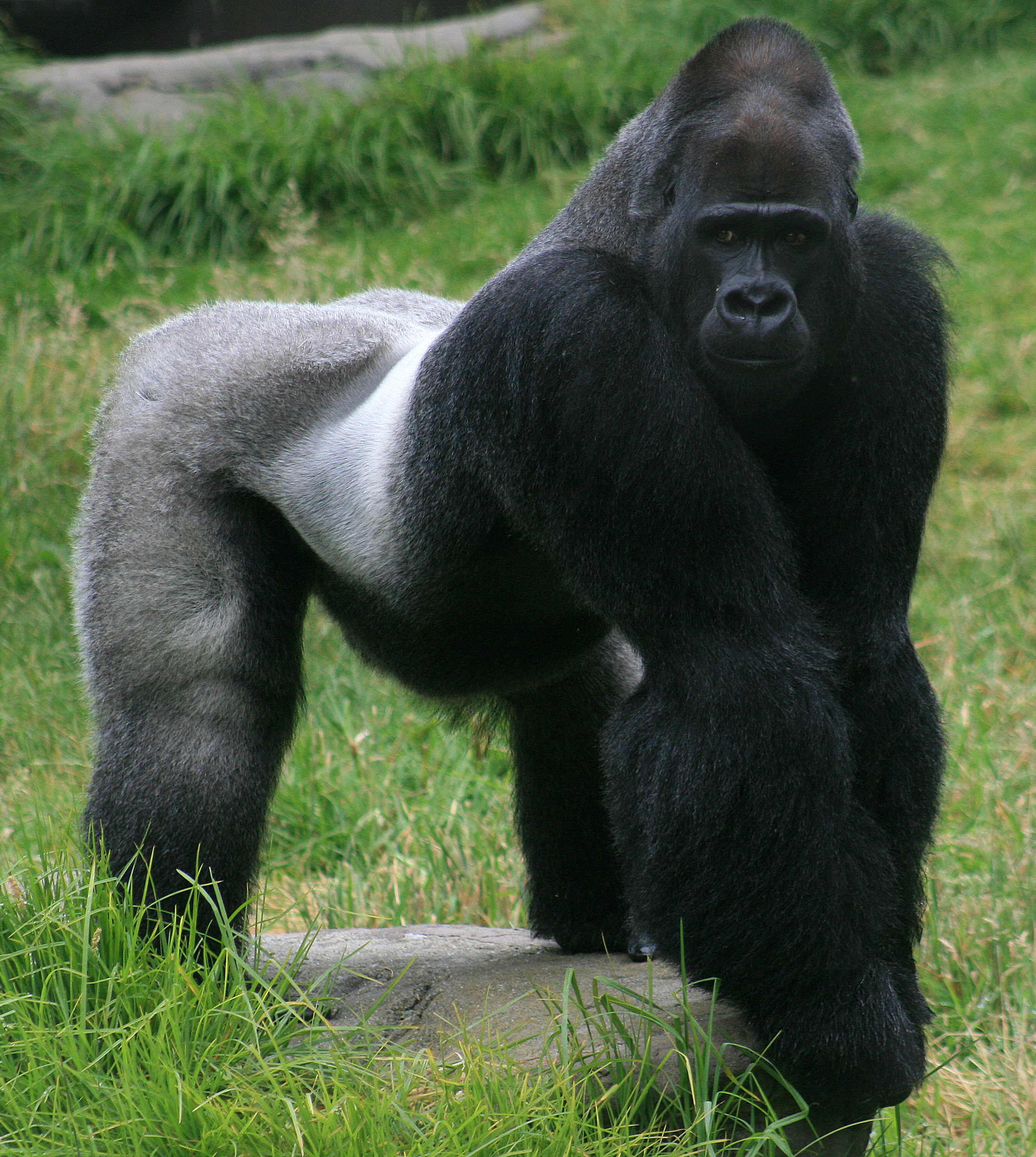
یک گوریل پشت نقره‌ای آلفا

ارتباط جانوران آلفا با اولین حرف الفبای یونانی در این است که جانوران آلفا نیز اولین جانوران گروه در سلسله مراتب اجتماعی جانوران گروه خود هستند. پس از آن‌ها در ترتیب قدرت، نرهای بتا و ماده‌های بتا هستند و در آخر نیز جانوران اومگا قرار دارند که در سلسله مراتب قدرت در آخرین سطح رده‌بندی می‌شوند.
در بین بسیاری از جانورانی که در گروه زندگی می‌کنند، برای ماده‌ها و نرها سلسله مراتب جداگانه وجود دارد، به‌طوری‌که بالاترین آلفای نر و بالاترین آلفای ماده زوج آلفا را تشکیل می‌دهند. این نوع طبقه‌بندی به‌طور مثال مابین شاخ‌بلندهای ابرش و سگ وحشی آفریقایی وجود دارد. در بین جانورانی که در گله‌ها زندگی می‌کنند گونه‌هایی مانند قوچ شرقی، اسب شوالسکی، گورخر کوهی و کفتار خال‌دار توسط ماده‌های آلفا رهبری می‌شوند.
گله‌های گرگها نیز سال‌های زیادی توسط یک آلفا رهبری می‌شود. تحقیقات درازمدت بر روی گلهٔ گرگ‌های آزاد نشان داده که گلهٔ گرگ‌ها دارای یک ساختار اجتماعی است که در آن جانوران هدایت‌کننده گله (والدین) رهبری گروه را به‌طور اولیه به عهده دارند اما فقط در شرایط خاص به‌طور انفرادی یا به عبارتی استبدادی برخورد می‌کنند.

## بتا و امگا
جانورانی که به‌صورت اجتماعی زندگی می‌کنند و دارای جوامع دارای سلسله مراتبی هستند، گاهی جایگاهشان به‌لحاظ قدرت اجتماعی در مطالعات رفتارشناسی رده‌بندی می‌شود.
رده اول متعلق به آلفا است. جانوران بتا معمولاً در درجه دوم قدرت هستند و اگر یک آلفا بمیرد جانور بتا جایگزینش می‌شود، در غیر این صورت به عنوان یک آلفا قلم داد نمی‌شود. در برخی از پرندگان، در حین جفتگیری نرها با یک جفت مشترک جفتگیری می‌کنند و جانور بتا کمک دست آلفا می‌شود. کشف شد که جایگاه اجتماعی جانوران، تأثیری معنادار بر سهولت جفتگیری و کامیابی جنسی جانور دارد.
امگا، نقیض آلفا محسوب می‌شود. این لفظ برای اشاره به جانورانی است که در پایین سلسله مراتب جامعه قرار دارند. جانوران امگا مطیع همه افراد جامعه هستند و توسط دیگران انتظار می‌رود که تحت کنترل تمام اعضای گروه باشند. این جانوران در زمان توزیع غذا ممکن است پایین‌ترین اولویت محسوب شده یا قربانی دیگران بشوند.